# Nerudia atacama
Nerudia atacama is een spinnensoort uit de familie trilspinnen (Pholcidae). De soort komt voor in Chili. 